# Bruno Skierka
Bruno Skierka (ur. 3 marca 1897 w Gdańsku, zm. 3 października 1947 w Landsbergu) – zbrodniarz hitlerowski, dowódca kompanii wartowniczej w obozie koncentracyjnym Flossenbürg, SS-Untersturmführer.

## Życiorys
Weteran I wojny światowej. Członek NSDAP (nr 2273409) i SS (nr 166786). Pełnił funkcję SS-Kompanieführera we Flossenbürgu od września 1944 do kwietnia 1945. 20 kwietnia 1945 obóz opuściła pierwsza kolumna więźniów ewakuowanych z Flossenbürga, którą dowodził właśnie Skierka. Liczyła ona około 2400 więźniów i do 200 strażników SS. Skierka rozkazał strzelać bez ostrzeżenia do wszystkich próbujących ucieczki i niezdolnych do dalszego marszu więźniów, tak by żaden z nich żywy nie trafił w ręce aliantów. Osobiście mordował więźniów z ręcznego karabinu maszynowego, a według relacji świadków liczba jego ofiar mogła sięgać nawet 350 osób.
Bruno Skierka został osądzony przez amerykański Trybunał Wojskowy w Dachau w procesie załogi Flossenbürga i skazany na karę śmierci przez powieszenie. Wyrok wykonano w więzieniu Landsberg 3 października 1947.